# Preben Lanng
Preben Lanng (13. marts 1917 i Aarhus C – 19. januar 2002 i Risskov) var en dansk atlet.
Preben Lanng var medlem af Københavns IF og fra 1944 Randers Freja. Han vandt tre medaljer ved danske mesterskaber i atletik. 1944 tilhørte han med en 14. plads på verdensranglisten de hurtigste i verden på 400 meter hæk.

## Danske mesterskaber
- Sølv 1944 400 meter hæk 55,0
- Bronze 1944 800 meter 1,56.3
- Bronze 1943 400 meter hæk 58,4

## Personlig rekord
- 400 meter hæk: 55,0 Østerbro Stadion 20. august 1944